# Coliseo Smart Araneta
El Coliseo Smart Araneta conocido como "el gran domo", es un estadio deportivo de usos múltiples (baloncesto, voleibol, etc) situado en la zona de Cubao en la ciudad de Quezón, Filipinas. Es uno de los más grandes coliseos e instalaciones cubiertas de Asia, y también es una de las mayores cúpulas de luz libre en el mundo. El Coliseo Smart Araneta se utiliza sobre todo para los deportes como el baloncesto, siendo la sede principal de la Asociación de Baloncesto de Filipinas. El domo también se utiliza para el boxeo, las peleas de gallos, conciertos locales e internacionales, los circos, las reuniones religiosas, los concursos de belleza y más.Otros inquilino de baloncesto es la Asociación atlética universitaria nacional.